# Чудо на 34-й улице (фильм, 1947)
«Чудо на 34-й улице» (англ. Miracle on 34th Street) (1947) — рождественская комедия, наряду с «Этой прекрасной жизнью» одна из самых популярных в США на данную тематику. Сценарий режиссёра Джорджа Ситона по рассказу Валентайна Дэвиса. По его мотивам снято четыре ремейка и поставлен бродвейский мюзикл. Современным зрителям фильм доступен в двух версиях — оригинальной и колоризированной.
Картина удостоена трёх «Оскара» при четырёх номинациях, в том числе за лучшую мужскую роль второго плана (Эдмунд Гвенн), и двух «Золотых глобусов».
В 1995 году внесён в Национальный реестр фильмов. По версии Американского института киноискусства лента занимает 5-е место в списке «10 лучших фэнтези-фильмов» списка 10 фильмов из 10 жанров.

## Сюжет
Накануне грандиозного парада, устраиваемого каждый год на День благодарения универмагом «Мэйсиз» на 34-й улице Манхэттена, старик (Перси Хелтон), который должен был изображать Санта-Клауса, в стельку напился. Его место Дорис Уолкер, директор мероприятия, уговорила занять возмущённого пьянством прохожего Криса Крингла (Эдмунд Гвенн), знающего такие тонкие нюансы, как расстановка оленей в повозке. Тот идеально вживается в роль.
Дорис забирает дочь Сьюзан, не верящую в Санта-Клауса и рассказавшую приглядывающему за ней мистеру Фреду Гейли, соседу Уолкер, что её мама никогда не рассказывала ей сказки, т.к. считает это глупостями, а мнение папы она не знает, т.к. родители развелись. Дочь уговаривает маму пригласить Гейли на обед.
Крингл пользуется огромным успехом у детишек и получает работу в универмаге. Однако когда его начальник Джулиан Шеллхаммер требует, чтобы Крис всучивал детям залежавшиеся игрушки, тот приходит в негодование и комкает список, бросая под ноги поддерживающему его уборщику Альфреду. Вместо этого он отсылает покупательницу (Телма Риттер)  за нужным для её сына подарком в магазин, где он имеется в наличии, вследствие чего женщина решает стать постоянной покупательницей магазина, использующего такой нестандартный подход в продажах, как направление к конкурентам. Гейли приводит Сьюзан к Кринглу, та считает его симпатичным, с настоящей бородой, однако миссис Уолкер не разделяет радость Фреда. У Криса обнаруживаются знания голландского языка, что позволяет ему поднять настроение пришедшей к нему удочерённой сироты из Роттердама.
Дорис отводит Крингла в сторону и просит того признаться перед дочерью, что он не Санта-Клаус, но тот не хочет делать этого. Прочитав досье нового сотрудника, она видит, что в нём написана информация о Санта-Клаусе, живущем на Северном Полюсе, ближайшие родственники которого  - восемь оленей. Она решает уволить несговорчивого старика, но когда выясняется, что честность Криса привлекает в «Мэйси» и "Гимбел" толпы новых покупателей, что радует примирившееся руководство магазинов, быстро возвращает его.
Становится ясно, что Крис Крингл считает себя настоящим Санта-Клаусом. Уолкер и Шелхаммер решают пригласить штатного психиатра Грэнвилл Сойер (Портер Холл) для осмотра. Выясняется, что Крингл не раз проходил такие проверки. Сойер задаёт типичные для психиатров вопросы - сколько пальцев вы видите, кто был первым президентом США, тест на координацию... Раздражённый подтрунивающим над ним стариком, он пытается подстроить его госпитализацию в дом престарелых, однако доктор Пирс (Джеймс Сиэй) защищает добродушного Крингла и соглашается установить над ним опеку. Шеллхаммер же соглашается сдать тому комнату сына, уехавшего на учёбу.
В разговоре со Сьюзан Крингл видит, что у девочки отсутствует воображение, тем самым она отстранена от вовсю мечтающих сверстников. Он решает помочь девочке и показывает, как надо изображать обезьяну. Гейли предлагает старику поселиться у него и получает почти моментальное согласие. Миссис Шелхаммер, которую предварительно напоил муж, говорит Дорис по телефону, что она согласна поселить к себе постояльца, но та с удивлением узнаёт, что Крингл будет жить по соседству с ней.
Укладывая Сьюзан спать, Крис узнаёт, что та мечтает получить на Рождество отдельный дом с качелями, и забирает её рисунок. Руководство "Гимбл" решает перенять концепцию "Мэйси" по перенаправлению покупателей при отсутствии нужного товара. Крис впервые поёт Сьюзан колыбельную, та делится с ним жвачкой и видит, как старик надувает большой пузырь, который лопается и застревает в бороде.
В кафетерии магазина 17-летний Альфред рассказывает Крису, что Сойер считает добрые дела Санта-Клаусов комплексом вины за плохие дела в прошлом. Узнав, что парень встречается с психиатром каждый день, и это не идёт ему на пользу, Крингл ссорится с Грэнвиллом и бьёт того зонтом в лоб, набив шишку. Дорис отказывается увольнять старика из-за этого. Тогда Шелхаммер, сговорившись с Сойером, выманивает Крингла на улицу и сажает в машину, увозящую того в дом престарелых "Бэллвью". Грэнвилл врёт, что  в этом замешана Дорис.
Доктор вызывает Гейли, узнавшего, что Крингл намеренно завалил экзамен на вменяемость, и сообщившей о лжи психиатра по поводу Уолкер. Фред убеждает Криса не сдаваться. Мистер Мейси приказывает Сойеру забрать заявление.
Теперь решить вопрос о том, является ли Крис Крингл вменяемым, должен городской суд. Гейли становится адвокатом обвиняемого. Сойер просит Гейли не выносить дело во всеуслышание, но получает противоположный результат. Газеты пестрят данным инцидентом. Чарли Галлорэн (Уильям Фроули) политический советник судьи Генри Харпера (Джин Локхарт), решившего участвовать в выборах, уговаривает того отказаться вести дело, дабы не превратиться в Понтия Пилата. Внуки демонстративно не хотят обнять деда.
В понедельник в 10 утра начинается слушание. Вызывается обвиняемый, допрашиваемый прокурором Томасом Марой (Джером Кауэн ). Услышав, что тот считает себя Санта-Клаусом, он прекращает допрос. Гейли решает доказать суду, что его подзащитный на самом деле является Сантой, и ради справедливости даже уволился из конторы. Он просит Дорис довериться ему, решив "пошутить в рамках закона" и стать чуть меньшей реалисткой. Миссис Мара не поддерживает мужа, которого осуждают в газетах, но тот не намерен сдаваться.
Вызывается мистер Мейси, подтверждающий вменяемость Крингла и верящий, что тот Санта, т.к. владелец магазина представляет последствия сказанного, после чего увольняющий Сойера. Галлорэн замечает Харперу, что будет, если суд объявит, что Санты не существует: тот сможет забыть о карьере политика, т.к. за него проголосуют лишь двое - он сам и прокурор. К удивлению обвинителя Гейли вызывает в свидетели его сына, Томаса Мара-младшего. Мальчик говорит, что Мара-старший сам называл Крингла Сантой, дискредитируя отца, после чего шёпотом напоминает Крису об обещанном клубном футбольном шлеме. Сдавшийся прокурор объявляет, что штат Нью-Йорк признаёт существование Санты, однако требует доказательств, что Крингл - единственный настоящий Санта-Клаус. Гейли, не имеющий доказательств, просит перенести дело на завтра.
Изменившаяся под воздействием Крингла Сьюзан тоже верит, что он - Санта-Клаус. Мать видит письмо дочери и делает приписку, что тоже верит. Один из сортировщиков почты Нью-Йоркского почтового отделения, обнаруживает письмо девочки, и предлагает послать мешки с "мёртвыми письмами" прямо в суд. Не имеющий доказательств Гейли тянет время, читая об истории почты. Гейли зачитывает историю местной почти и предоставляет три письма судье, адресованных Санта-Клаусу и переданных Кринглу. В сал суда вносят несколько мешков с почтой и вытряхивают перед Харпером. Адвокат замечает, что почта как отделение федерального правительства признаёт обвиняемого как единственного Санту. Дело закрыто, Мара спешит купить шлем сыну, Крис благодарит судью.
Наступает Сочельник. Рождественским утром организуется вечеринка в клинике доктора Пирса. Сьюзан теряет веру в Санту, когда не получает дом в качестве подарка, однако Дорис говорит дочери, что "вера - это то, что твой рассудок отказывается принять", и что после первой неудачи нельзя терять её. Гейли подвозит мать с дочерью. По пути девочка видит дом своей мечты с табличкой "Продаётся", радостно вбегает и говорит, что верит в Санту, прося приобрести его. Дорис и Фред целуются, тот хвастается, что сумел доказать причастность эксцентричного старика к фольклорному персонажу. Однако когда влюблённые замечают в углу трость, выглядящую так же, как у Криса, Гейли больше не уверен, что сотворил чудо в одиночку.

## В ролях
- Морин О’Хара — Дорис Уолкер
- Джон Пейн — Фредерик М. Гейли, адвокат, сосед Уолкер
- Эдмунд Гвенн — Крис Крингл, Санта-Клаус в "Мэйси"
- Натали Вуд — Сьюзан Уолкер, дочь Дорис
- Портер Холл — Грэнвилл Сойер, штатный психиатр
- Филип Тонг — Джулиан Шеллхаммер, глава отдела игрушек
- Джин Локхарт — Генри Х. Харпер, судья
- Уильям Фроули — Чарли Галлорэн
- Джером Кауэн — Томас Мара, окружной прокурор
- Телма Риттер — покупательница в «Мэйси»
- Джек Альбертсон — сотрудник почты
- Перси Хелтон — пьяный Санта Клаус

### В титрах не указаны
- Гарри Энтрим — Р.Х. Мейси, директор магазина
- Тереза Харрис — Клео
- Роберт Карнс — интерн в «Беллевю»
- Джеймс Сиэй — доктор Пирс

## Религиозный подтекст
История Криса⁹ Крингла перекликается с историей земной жизни Иисуса Христа. Так же, как Христос, он появляется в городе накануне праздника, критикует торгашество, пытается вдохнуть во всех веру в чудо, оказывается предан и предстаёт перед судом, где должен доказать, что он тот, за кого себя выдаёт, а не самозванец. Судью, который должен вынести решение по делу, в фильме прямо сравнивают с Понтием Пилатом. Религиозная подоплёка рассказа Дэвиса, притушёванная в фильме, выступает на первый план в некоторых его ремейках.

## Премьера

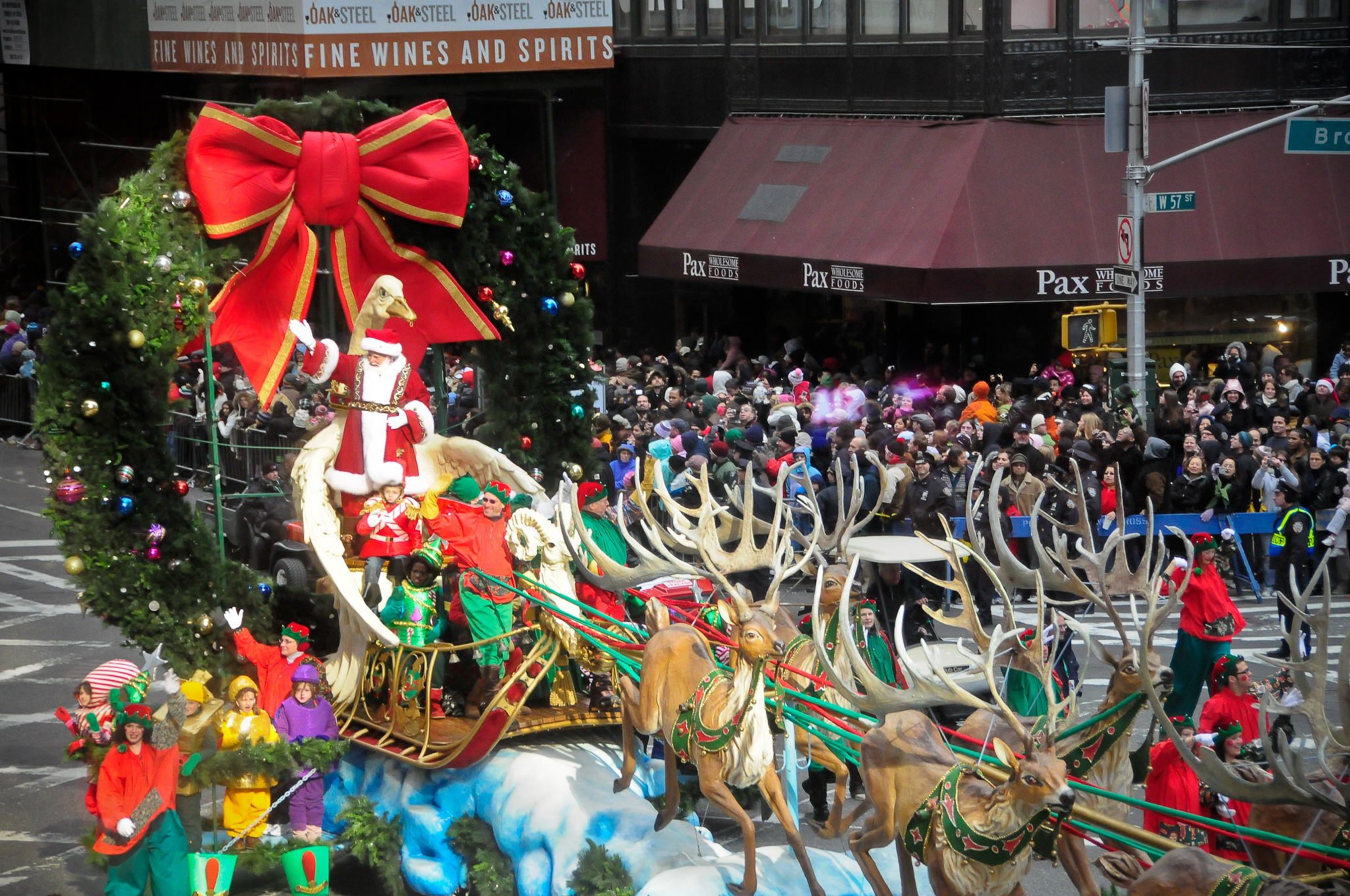
Санта-Клаус на параде универмага «Мэйси», 2008 год

Дэррилу Зануку, который курировал создание фильма, пришло в голову перенести его премьеру с рождественских каникул на май — месяц максимальных кассовых сборов. В связи с этим кампания по продвижению фильма обошлась без упоминаний о Рождестве и Санта-Клаусе. Так, на афише фильма Крис Крингл показан на заднем плане просто как старик, обнимающий девочку. Несмотря на некоторую сентиментальность картины, отзывы о ней в кинопрессе были исключительно благожелательными.

## Награды и номинации
- 1948 — приз Локарнского кинофестиваля за лучший адаптированный сценарий (Джордж Ситон).
- 1948 — две премии «Золотой глобус» за лучшую мужскую роль второго плана (Эдмунд Гвенн) и за лучший сценарий (Джордж Ситон).
- 1948 — три премии «Оскар»: лучшая мужская роль второго плана» (Эдмунд Гвенн), лучший сценарий (Джордж Ситон), лучший литературный первоисточник (Валентайн Дэвис). Кроме того, лента была номинирована в категории «Лучший фильм» (Уильям Перлберг).